# Halosicyos ragonesei
Halosicyos ragonesei är en gurkväxtart som beskrevs av Crovetto. Halosicyos ragonesei ingår i släktet Halosicyos och familjen gurkväxter. Inga underarter finns listade i Catalogue of Life.